# フェリックス＝ジョゼフ・バリアス
フェリックス＝ジョゼフ・バリアス（Félix-Joseph Barrias、1822年9月13日 - 1907年1月24日）は、フランスの画家である。アカデミック美術の画家で宗教画や神話を題材とした作品を描いた。教師としてエドガー・ドガやギュスターヴ・ギヨメらを教えたことでも知られている。

## 略歴
パリで生まれた。父親は陶磁器の絵付け画家で、弟に有名な彫刻家となったルイ＝エルネスト・バリアス（Louis-Ernest Barrias: 1841–1905）がいる。父親から絵を学んだ後、パリ国立高等美術学校でレオン・コニエに学んだ。1840年には肖像画をパリのサロンに出展したが受理されなかった。歴史画や神話を題材にした絵画を描くようになり、若手芸術家の登竜門であるローマ賞に何度か挑戦した後、1844年にローマ賞を受賞し、1845年から1849年の間、奨学金を得て、在ローマ・フランス・アカデミーに留学した。、
1847年にパリのサロンにローマで描いた作品が展示され3等のメダルを受賞し、1851年のサロンでは2等のメダルを受賞した 。1855年のパリ万国博覧会にも出展し2等のメダルを受賞した。パリのサントゥスタシュ教会やサントトリニテ教会、ルーヴル・サントノレ(Louvre Saint-Honoré) などの壁画も描いた。1860年代にはウォルターズ美術館を創立するアメリカの美術収集家のウィリアム・トンプソン・ウォルターズの注文でウィリアム・アドルフ・ブグローやジャン＝レオン・ジェローム、ジェームズ・ティソといった当時の有名な画家たちと、宗教本の挿絵を描いた。1862年のロンドン万国博覧会にも出展し、1868年にはロンドンの邸宅の天井画も描いた。1889年のパリ万国博覧会で金メダルを受賞した。1897年にレジオンドヌール勲章（オフィシエ）を受勲した。
1853年に エドガー・ドガ (1834–1917)を指導し、 ギュスターヴ・ギヨメ (1840–1884)も教えた,。
1907年にパリで没した。

## 作品

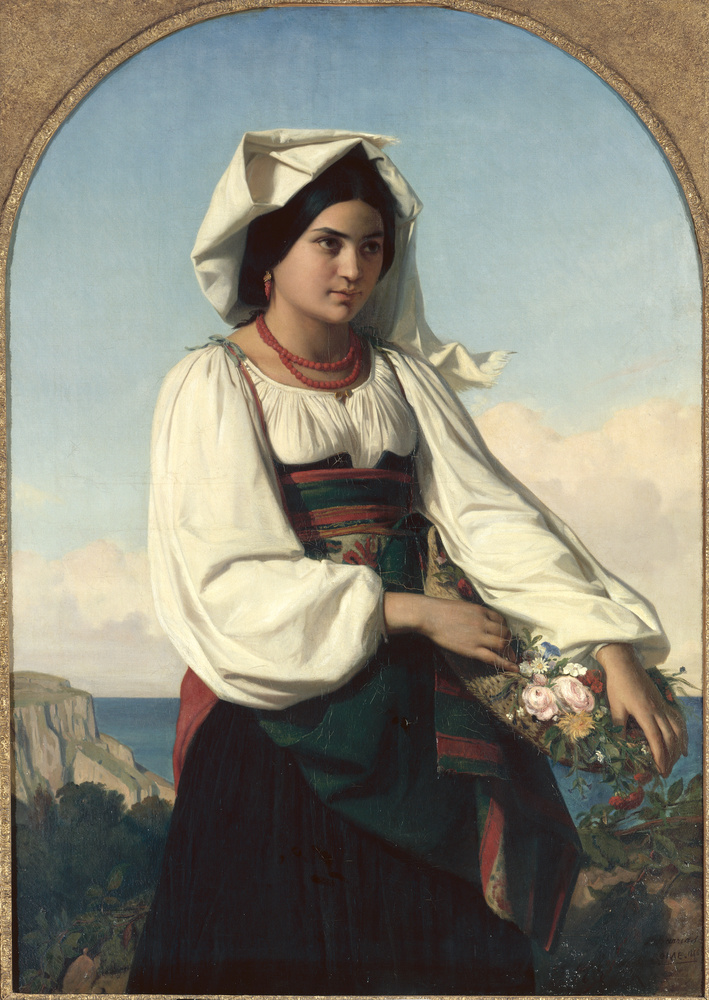
花を運ぶ若い娘 (1846) ナント美術館
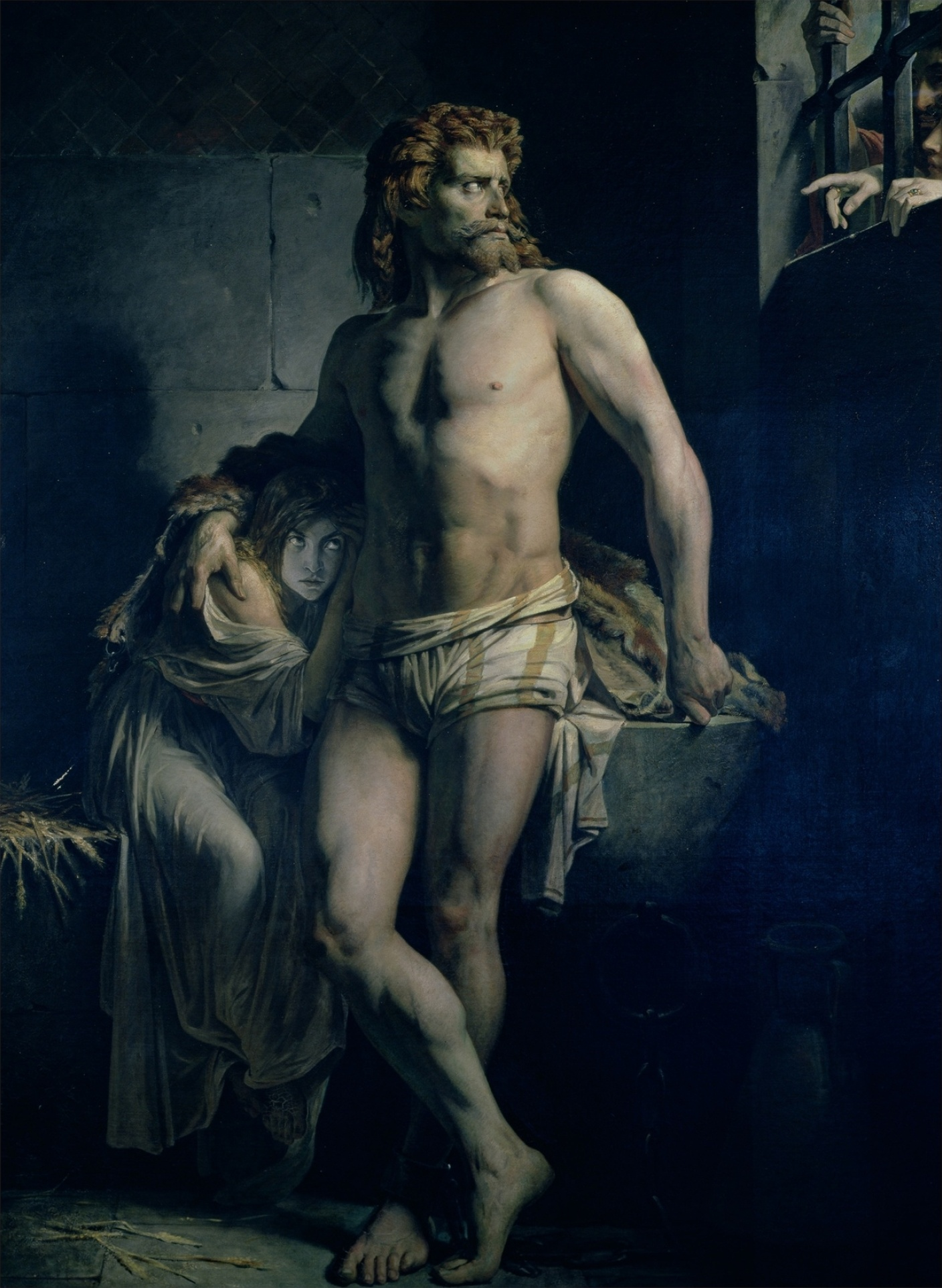
ローマで捕虜となったガリア兵士と娘 (1847) Musée Rolin
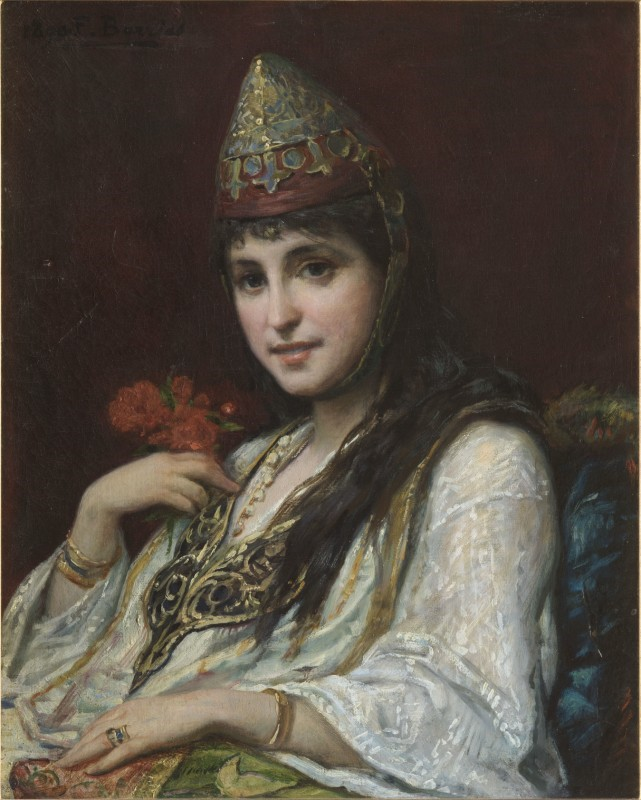
エナン(三角帽子)をかぶったユダヤ女性 (1890)
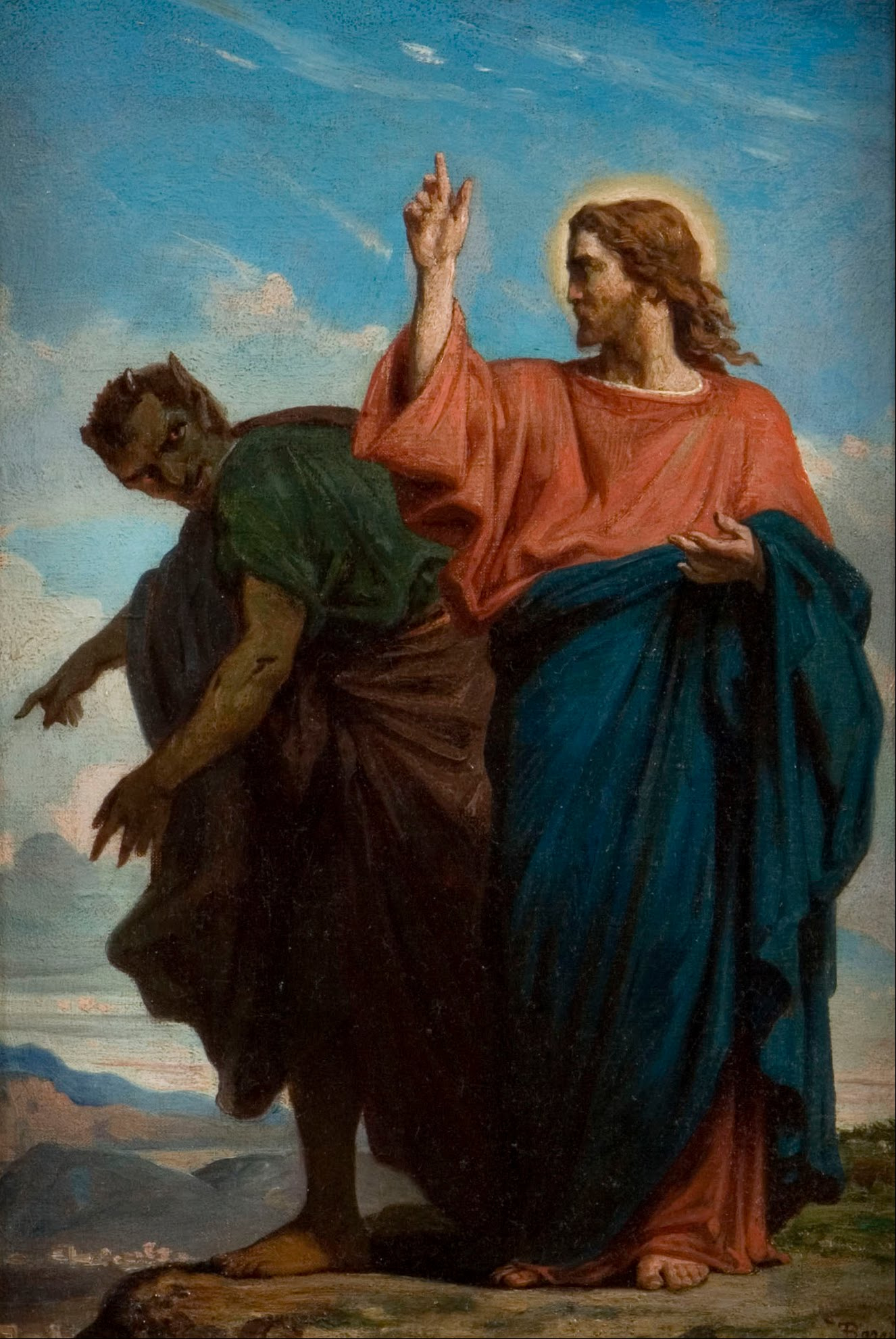
悪魔に誘惑されるキリスト　(1860) フィルブルック美術館

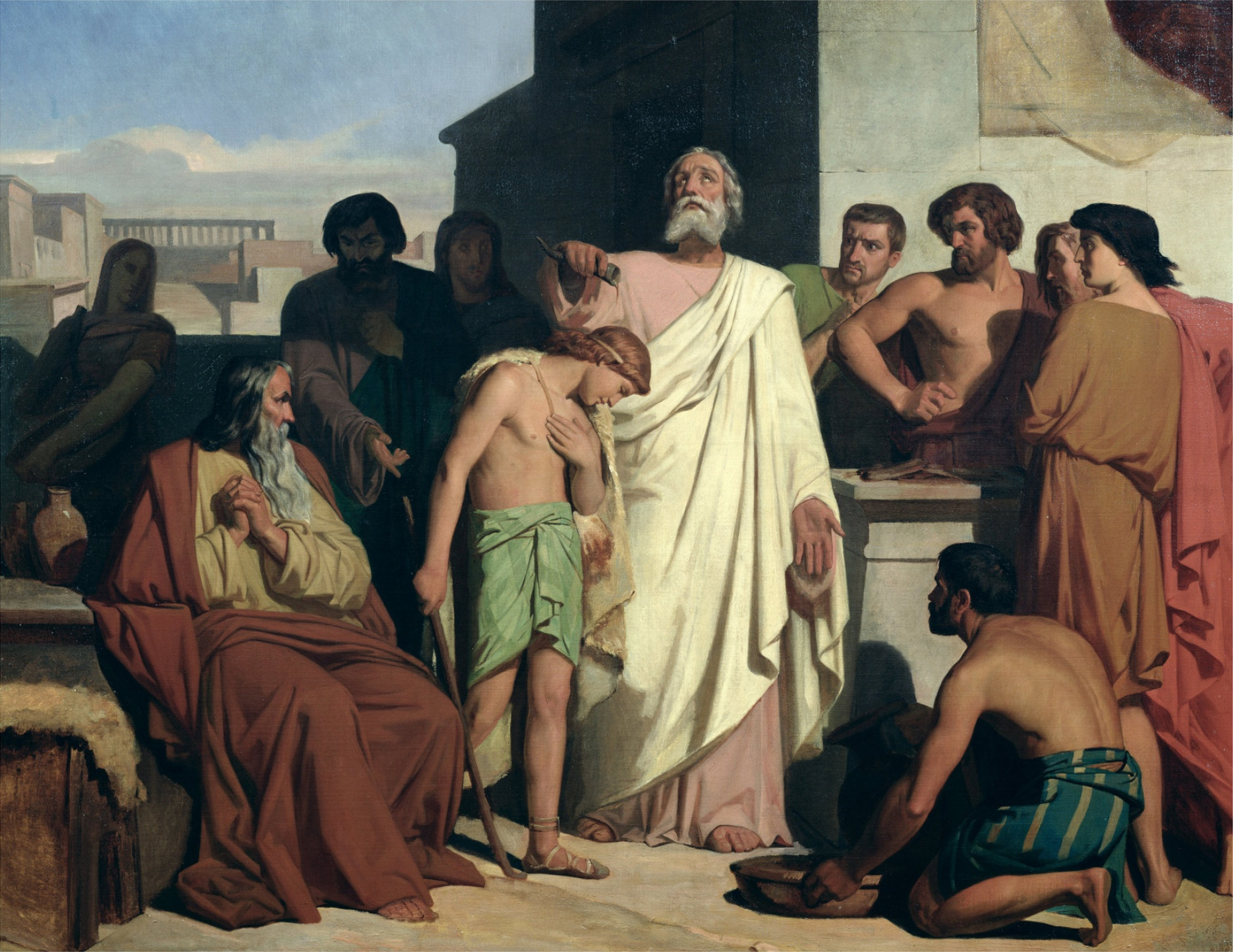
ダビデに油注ぎの儀式をするサムエル (1842)
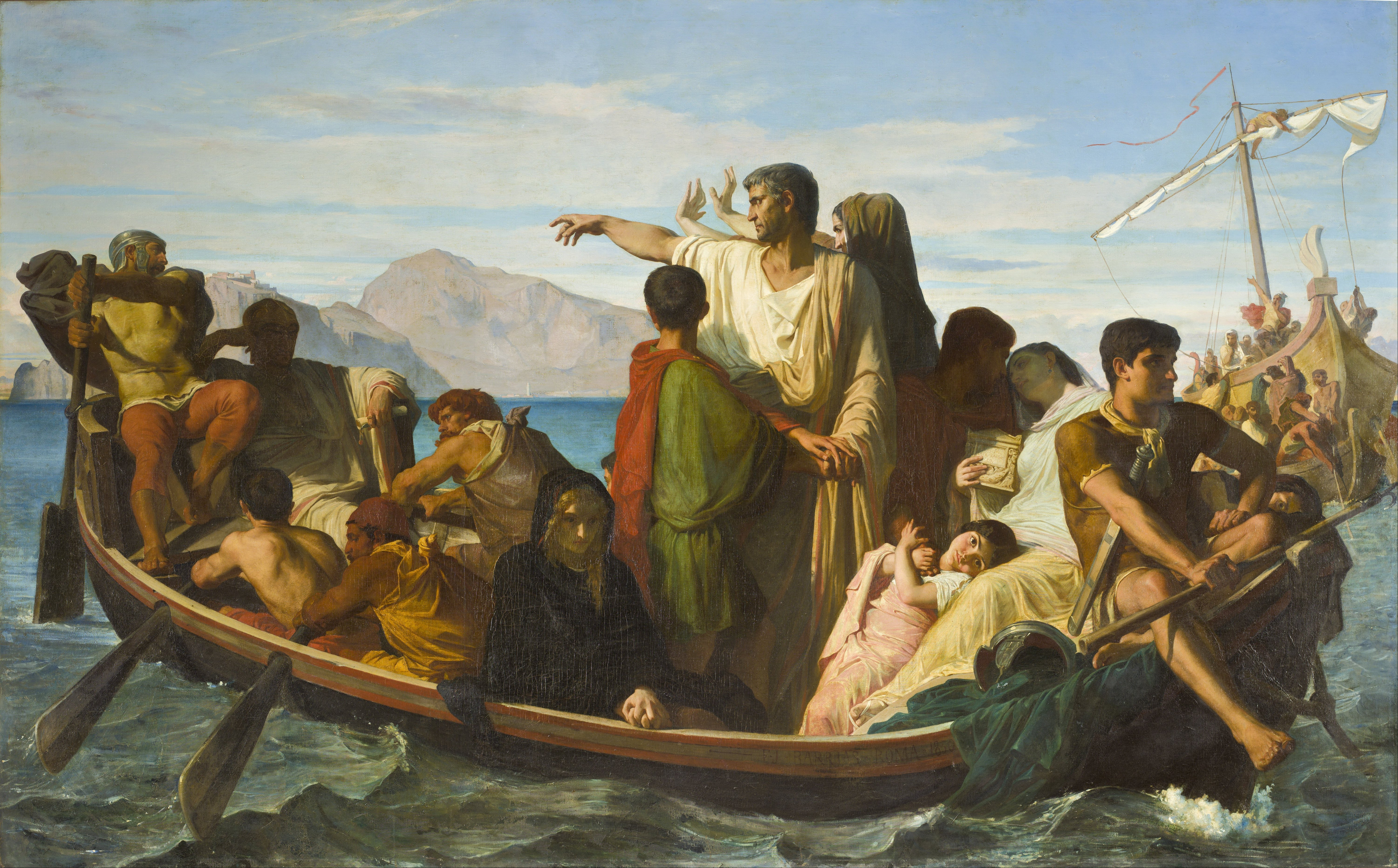
『ローマ皇帝ティベリウスに追放された人々』（1850) オルセー美術館
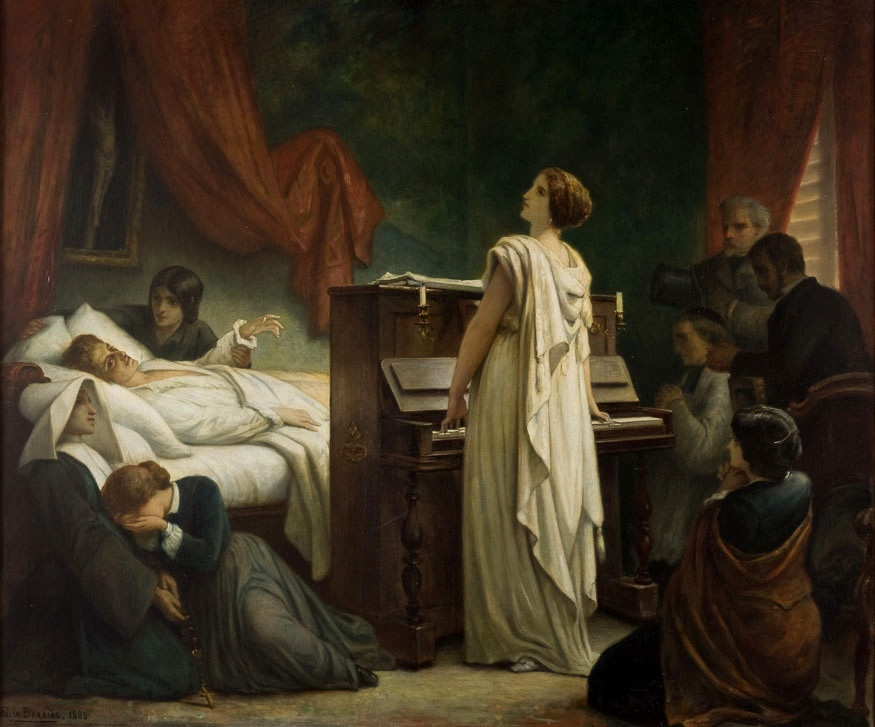
ショパンの死 (1885) クラクフ国立美術館